# Хандорин, Владимир Геннадьевич
Влади́мир Генна́дьевич Хандо́рин (род. 25 июня 1964 года, г. Северск Томской области) — российский историк, публицист и блогер. Доктор исторических наук, профессор. Основное направление профессиональной деятельности — исследование истории Гражданской войны и Белого движения в Сибири, российского либерализма. Автор более 60 научных работ.

## Биография
1987 — окончил исторический факультет Московского государственного педагогического института.
1988—1993 — ведущий архивист РГВИА.
В дальнейшем работал преподавателем истории, журналистом, делопроизводителем в государственных и коммерческих организациях.
1998 — окончил заочную аспирантуру при Институте истории Сибирского отделения РАН, г. Новосибирск. Защитил диссертацию на соискание степени кандидата исторических наук на тему: «Проконституционные проекты представителей либеральной бюрократии 1860-х — начала 1890-х гг. XIX в.».
2006—2012 — доцент кафедры истории и регионоведения Томского политехнического университета.
2011 — окончил докторантуру при Томском государственном университете. Защитил диссертацию на соискание степени доктора исторических наук на тему: «Идейно-политическая эволюция либерализма в Сибири в период революции и Гражданской войны (1917—1920 гг.)».
2012—2021 — профессор кафедры истории России ПСТГУ. По совместительству в разные годы читал лекции в Московской государственной юридической академии, Московской финансово-юридической академии.
С 2018 по 2023 год основное место работы — профессор кафедры истории и исторического архивоведения Московского государственного института культуры (МГИК).
С 2023 года — профессор кафедры истории Московского государственного университета технологий и управления (МГУТУ) им. К. Г. Разумовского.
С 2008 года ведёт блог в Живом Журнале, где выступает с историческими и публицистическими статьями.
Участвует в радио и телепередачах на исторические темы.

## Участие в организациях
В начале 1990-х годов вступил в организацию «Московская дружина Российского народного ополчения» — московский молодёжный отдел Российского Имперского Союза-Ордена, но вскоре покинул её. Позже вступил в ЛДПР и в 1993 году был делегатом третьего съезда партии. Впоследствии вышел из ЛДПР.

## Семья
Женат.
Отец — Геннадий Петрович Хандорин (1932—2021) — деятель российской промышленности, был генеральным директором Томского нефтехимического комбината, (1985—1990) и Сибирского химического комбината (1990—2000), доктор технических наук, профессор, лауреат Государственной премии РФ и кавалер 4 советских и российских орденов.
Дед — Пётр Викторович Хандорин (1905—1992) — известный томский краевед.
В семье были участники Белого движения и репрессированные советской властью.

## Научные труды

### Книги
- Адмирал Колчак. Правда и мифы. — Томск: Издательство Томского университета, 2007. — 278 с. — 500 экз. — ISBN 978-5-7511-1842-6.
- Идейно-политическая эволюция либерализма в Сибири в период революции и Гражданской войны[9]. — Томск: Издательство Томского университета, 2010. — 368 с. — 500 экз. — ISBN 978-5-7511-1990-4.
- Кирмель Н. С., Хандорин В. Г. Карающий меч адмирала Колчака. — М.: Вече, 2015. — 319 с. — ISBN 978-5-4444-2626-5.
- Национальная идея и адмирал Колчак. — М.: Русский фонд содействия образованию и науке, 2017. — 624 с. — 800 экз. — ISBN 978-5-91244-202-5.
- Мифы и факты о Верховном правителе России. — М.: изд-во М. Б. Смолина, 2019. — 200 с. — 1 000 экз. — ISBN 978-5-91862-057-1
- Адмирал Колчак: драма Верховного правителя. — М.: АФК «Система»; Политическая энциклопедия, 2022. — 526 с. — ISBN 978-5-8243-2497-6.

### Учебные пособия, статьи, очерки
В. Г. Хандорин является автором пяти учебников и хрестоматий для вузов, многочисленных статей и очерков. В том числе:
- Отечественная история: курс лекций. Томск: изд-во ТПУ, 2008.
- Дуэль в России // Родина. 1993, № 10, с. 87-93
- Правда о русской «Железной маске». На Российском престоле. XVIII век (в соавторстве с А. Г. Максимовым). М., 1993.
- Несбывшаяся «конституция». // Силуэты минувшего: Сб. статей. Томск, 1996.
- Взаимоотношения сибирской либеральной и социалистической прессы с властью А. В. Колчака. // Сибирский субэтнос: культура, традиции, ментальность: Матер. 2-й Всерос. науч.-практ. Интернет-конф. Красноярск, 2006. Кн. 2. Вып. 2.
- Роль либеральной и социалистической прессы в Сибири при диктатуре А. В. Колчака. Вестник Томского государственного университета. Томск, 2010 № 340.
- Политическая эволюция сибирской интеллигенции в годы революции и Гражданской войны. // Русская линия. 2010 г.
- Идеология национальной диктатуры и «борьбы с большевизмом» в публицистическом наследии В. А. Жардецкого. // Русская линия. 2010 г.
- Правительство А. В. Колчака и национальное движение карпаторуссов. // История белой Сибири. Материалы VIII Международной научно-практ. конференции. Кемерово, 2011.
- Хандорин В. Г. Изменение взглядов кадетов Сибири на религию и национальную ментальность под влиянием революции и гражданской войны С. 13-20. Материалы научной конференции (круглого стола) «Белая идея и православие» 22 января 2013 г. на базе Православного Свято-Тихоновского гуманитарного университета (Москва)
- Добросовестное историческое исследование истории революции в Крыму. Рецензия на монографию Д. В. Соколова «Таврида, обагрённая кровью: Большевизация Крыма и Черноморского флота в марте 1917 — мае 1918 г.» (М.: «Содружество „Посев“», 2013. — 272 с.)
- А. В. Колчак и «финляндский вопрос». // Исторический журнал: научные исследования. 2013. № 4 (16) DOI:7256/2222-1972.2013.4.9183.
- История Белого движения в России : учебное пособие — М. : Изд-во ПСТГУ, 2019. — 174, [1] с. ISBN 978-5-7429-1212-5